# Seznam senatorjev 20. parlamenta Kraljevine Italije
Seznam senatorjev 20. parlamenta Kraljevine Italije je urejen po letu imenovanja.

## 1898
- Enrico Accinni
- Giulio Adamoli
- Nunzio Aula
- Fiorenzo Bava Beccaris
- Felice Borghese
- Annibale Brandolin
- Carlo Buttini
- Carlo Cantoni
- Giuseppe Carle
- Severino Casana
- Enrico Casale
- Antonio Cefaly
- Carlo Cerruti
- Pietro Cotti
- Felice D'Errico
- Abele Damiani
- Errico De Renzi
- Saverio Fava
- Pietro Gamba
- Carlo Lanza
- Giuseppe Lanzara
- Ulderico Levi
- Giuseppe Majelli
- Vincenzo Massabò
- Carlo Mazzolani
- Luigi Miceli
- Giuseppe Mirri
- Eugenio Olivieri
- Salvatore Parpaglia
- Erasmo Piaggio
- Ugo Pisa
- Costantino Ressman
- Luigi Roux
- Francesco Schupfer
- Ottavio Serena

## 1899
- Eugenio Beltrami